# Männerprotokolle
Männerprotokolle ist ein Buch von Christine Müller von 1985. Es war der erste Interviewband mit Männern in der DDR.

## Geschichte

### Vorgeschichte
1977 hatte Maxie Wander mit ihrem Interviewband Guten Morgen, du Schöne von 19 Frauen in der DDR eine große Aufmerksamkeit in Ost und West hervorgerufen.
Nach diesem Vorbild entstanden in den folgenden Jahren weitere Bücher mit dokumentarischen Berichten über das Leben einzelner Menschen in der DDR.

### Männerprotokolle
Christine Müller stellte nun erstmals nur Männer als Pendant zu den Frauenprotokollen  vor. Sie ging dabei nach dem gleichen Muster vor. Sie befragte 16 Männer im Alter zwischen 16 und 50 Jahren zu ihrem Leben, ihren Sichtweisen und Erfahrungen in ähnlich einfühlsamer Weise, und verdichtete die Antworten behutsam zu monologischen Selbstauskünften. Die Männer erzählten über ihr Leben, ihre Arbeit und Familie, über Partnerschaften und persönliche Sichtweisen. Unter den Befragten waren ein Punk, ein Schwuler, ein Boxtrainer und weitere Männer.

### Erscheinen und Reaktionen
Das Buch erschien 1985 im Buchverlag Der Morgen und wurde im folgenden Jahr  mit dem Titel James Dean lernt kochen auch im Luchterhand Verlag in Frankfurt am Main herausgegeben.
Die Reaktionen in der DDR und in der Bundesrepublik waren gemischt. Einerseits wurde gelobt, dass nun Männer persönlich über ihr Leben berichten konnten, andererseits konnte die Intensität und literarische Qualität von Maxies Wanders Interviewbuch nicht ganz erreicht werden.  Einige Rezensentinnen kritisierten auch die ihrer Meinung ungefilterte Wiedergabe von chauvinistischen und selbstdarstellerischen Ansichten einiger Männer.

### Wirkungen
Das Buch wurde dennoch häufig gekauft, in der DDR erschienen fast jährliche Neuauflagen bis 1990, in der Bundesrepublik gab es eine weitere Auflage. Zwei Porträts wurden in das Portugiesische übersetzt.
2015 gab es einen Kurzspielfilm James Dean lernt kochen nach Inhalten des Buches.
Christine Lambrecht veröffentlichte 1986 Männerbekanntschaften und Greta Taubert 2020 Guten Morgen, du Schöner  nach derselben Vorgehensweise.

## Inhalt

### Porträts
Die Kapitelüberschriften zu den einzelnen Männern.
- Casanova boxt sich durch
- Im Jahr 2000 die goldene Hochzeit
- Wanderjahre – Stolpersteine
- Hinter den Kulissen
- Ich bin Realist
- Familienbetrieb
- Wo ist das Kind, das ich gewesen
- James Dean lernt kochen
- Schluck's runter, Junge!
- Auf der Suche nach dem Ich
- Versuche zu lavieren
- … meine kleinen Freuden. Ich lasse sie wachsen
- Aufstieg geschafft!
- Vater war für sonntags...
- Ich bin kein normaler Mann
- Laßt mich erst mal richtig losleben
- Das eröffnete Gespräch

### Beschreibungen
„Vom zweiundvierzigjährigen berlinernden Boxtrainer Klaus bis hin zum sechzehnjährigen Punk Dirk hat jeder Mann hier sein Päckchen zu tragen. Beklagt wird oft die zunehmende Entmenschlichung, das Konkurrenzdenken und allzu autoritäre Erziehung in der Kindheit. Der eine schlägt, der andere versucht es mit Ausgrenzung, nur wenige erziehen mit Liebe und Rücksicht. Der eine arbeitet, um zu leben (…). Der andere lebt, um zu arbeiten (…) . Gemein ist allen Männern, dass ihr Weg durch das Leben und auch das Verhältnis zu den Frauen nicht gerade verläuft. Rückschläge gehören da zum Lernprozess.“

## Ausgaben und Bearbeitungen
Ausgaben
- Männerprotokolle. Mit einem Vorwort von Johannes Helm und einem Nachwort von Ursula Püschel. Buchverlag Der Morgen 1985; Neuauflagen 1986, 1987, 1988, 1990
- James Dean lernt kochen. Männer in der DDR. Protokolle. Mit einem Vorwort von Johannes Helm. Luchterhand, Frankfurt am Main, 1986; Neuauflage 1989

Übersetzungen
- Zwei Porträts aus Christine Müllers „Männerprotokolle“. Portugiesische Übersetzung des deutschen Originals (= Lehr- und Arbeitshefte zur Lusitanistik/Hispanistik der Universität Rostock, Band 13), Sektion Lateinamerikawissenschaften, Universität Rostock, 1990[5]

Verfilmungen
Der Regisseur und Produzent Michael Blume drehte drei Schwarz-Weiß-Kurzfilme nach Porträts aus den Männerprotokollen. Die Musik zum ersten und dritten Film komponierte der bekannte DDR-Filmkomponist Günther Fischer
- James Dean lernt kochen, Deutschland 2015, mit Thomas Wingrich und Tina Knop, 28 Minuten[6]
- The East Man 1985, 2016, mit Annika Olbrich und Tina Knop, 3 × 30 Minuten[7]
- Sternchen, 2017, mit Amelie Otto und Tina Knop[8]